# Сират
Сира́т (араб. الصراط‎ —  путь‎) — в исламской эсхатологии — мост, который расположен над огненной преисподней. Мост Сират очень тонкий и не превышает размеры волоса и острия лезвия меча.

## В Коране
Слово «сират» в Коране встречается более сорока раз в значении «прямой путь» (араб. الصراط المستقيم‎ — ас-сира́та ль-мустаки́м). Шииты-имамиты считают, что коранический «сират аль-мустаким» — это верность и преданность Алидам.
Согласно преданию, в Судный день все люди должны будут пройти по мосту Сират. Праведные мусульмане «с быстротой молнии» перейдут по мосту в рай к источнику Каусар, а неверные и грешники не смогут пройти по нему и упадут в ад.
Исламский мост Сират имеет сходство с мостом Чинват в зороастризме. В зороастризме благое божество Вайу проводит души праведных зороастрийцев по мосту Чинват на отведённое им место.

## Сират в шиизме
Согласно концепции Судного дня шиитов-имамитов, в День воскресения (киямат) справа от моста будет пророк Мухаммад, а слева — Али ибн Абу Талиб. Данное представление шииты основывают на кораническом стихе: «Вдвоем бросайте в Геенну каждого упрямого неверующего».
Согласно представлениям шиитов, в рай пройдут лишь те, кто получит фирман (указ) от Али ибн Абу Талиба.